# Тан Цзінчжи
Тан Цзінчжи (кит. 汤景之, пін. Tāng Jǐngzhī, 15 вересня 1986) — китайська плавчиня, олімпійка.

## Виступи на Олімпіадах
| Олімпіада  | Дисципліна                      | Місце  |
| ---------- | ------------------------------- | ------ |
| Пекін 2008 | естафета 4 × 200 вільним стилем | AC (2) |